# 박진호 (사격 선수)
박진호(1977년 6월 9일 ~)는 대한민국의 패럴림픽 사격 선수이다. 장애인 사격 세계선수권 대회, 장애인 아시안 게임 등에서 다관왕을 차지하며 "장애인 사격의 진종오"라고도 불리우게 되었다. 2024년 하계 패럴림픽에서 금메달 두 개를 획득하며 패럴림픽 첫 2관왕을 달성하였다.

## 경력
박진호는 청주에서 태어났으며 수원대학교 체육학과를 졸업하였다. 스물다섯 살이던 2002년 낙상으로 척수 장애를 입고 하반신이 마비되었으며, 재활 중 의사의 권유, 큰누나 박경미의 권유로 사격에 입문하였다. 패럴림픽 금메달리스트 정진완의 도움으로 2005년부터 소속 없이 사격을 시작했으며, 이듬해 청주시청에 입단하게 되었다. 5년 뒤에 국제 대회로는 처음 출전한 중국 광저우에서 열린 2010년 장애인 아시안 게임에서 R1 남자 10m 공기소총 입사 SH1 은메달을 획득했다. 대한민국 인천에서 열린 2014년 장애인 아시안 게임에서 금메달 3개, 은메달 2개를 획득했다. 중국 항저우에서 열린 2022년 항저우 아시안 게임에서는 R1 남자 10m 공기소총 입사 SH1 종목에서 0.1점 차이로 은메달을 획득했다.
브라질 리우데자네이루에서 열린 2016년 하계 패럴림픽에 참가하여 최고 성적 4위를 기록했다. 일본 도쿄에서 열린 2020년 하계 패럴림픽 R3 혼성 10m 공기소총 복사 SH1에서 은메달, R1 남자 10m 공기소총 입사 SH1 종목에서 동메달을 획득했다.
2024년에는 강릉시청으로 소속을 옮겼다. 프랑스 파리에서 열린 2024년 하계 패럴림픽 R1 남자 10ｍ 공기소총 입사 SH1 종목에서 패럴림픽 첫 금메달을 획득했다. 다음으로 R7 남자 50m 소총 3자세 SH1 종목 결선에서 패럴림픽 신기록인 454.6점을 기록하며 두 번째 금메달을 획득하고 패럴림픽 첫 2관왕을 달성하였다.

## 사생활
박진호의 아내 양연주는 2003년 사고로 하반신 마비 장애를 갖게 되었다. 병원에서 만나게 된 것을 인연으로 2004년 연애를 시작하였고 이듬해인 2005년 결혼했다. 아내 양연주는 박진호의 권유로 2018년부터 장애인 사격 선수의 길을 걷고 있다.